# Corynosoma australe
Corynosoma australe är en hakmaskart som beskrevs av Johnston 1937. Corynosoma australe ingår i släktet Corynosoma och familjen Polymorphidae. Inga underarter finns listade i Catalogue of Life.